# 耶维尔 (卡尔瓦多斯省)
耶维尔（法語：Hiéville，法語發音：[jevil] ⓘ）是法国卡尔瓦多斯省的一个旧市镇，属于利雪区。2017年，耶维尔与临近的12个市镇合并为新市镇欧日地区圣皮埃尔。

## 地理
耶维尔（49°1'23"N, 0°0'30"W）面积4.77 平方千米，位于法国诺曼底大区卡爾瓦多斯省，该省份为法国西北部沿海省份，北濒大西洋英吉利海峡，东北与滨海塞纳省以海上边界相接，东临厄尔省，南至奧恩省，西与芒什省接壤。
与耶维尔接壤的市镇（或旧市镇、城区）包括：布瓦塞、迪沃河畔布雷特维尔、米图瓦、迪沃河畔圣皮埃尔、蒂耶维尔、卢东。

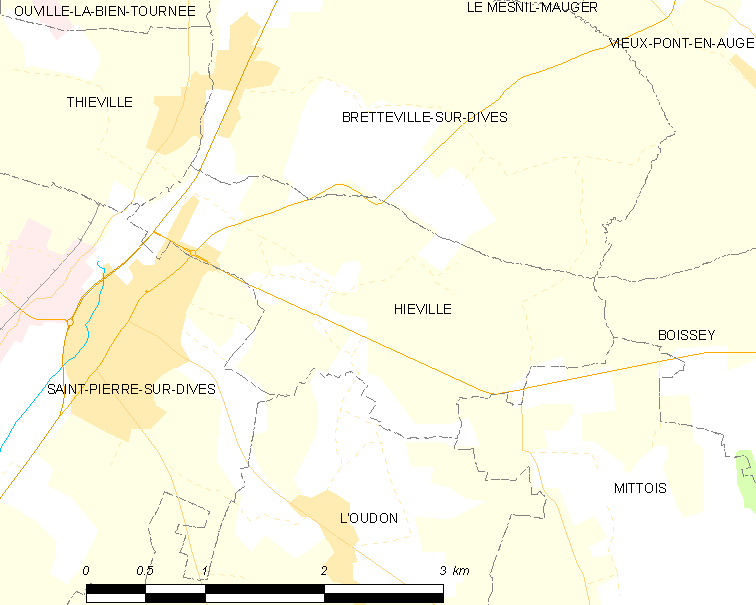
的OSM定位图

耶维尔的时区为UTC+01:00、UTC+02:00（夏令时）。

## 行政
耶维尔的邮政编码为14170，INSEE市镇编码为14331。

## 政治
耶维尔所属的省级选区为利瓦罗派多日县。

## 人口

1962-2008年间人口变化图示

耶维尔于2018年1月1日时的人口数量为324人。